# レヴェッロ
レヴェッロ（伊: Revello）は、イタリア共和国ピエモンテ州クーネオ県にある、人口約4,200人の基礎自治体（コムーネ）。

## 地理

### 位置・広がり
| 隣接するコムーネは以下の通り。 - バルジェ - ブロンデッロ - カルデ - エンヴィーエ - ガンバスカ - マルティニアーナ・ポー - パーニョ - リフレッド - サルッツォ |

#### 地震分類
イタリアの地震リスク階級 (it) では、3s に分類される
。

## 行政

### 分離集落
レヴェッロには、以下の分離集落（フラツィオーネ）がある。
- San Firmino, Staffarda, Campagnole, Morra S.Martino, Madonna Delle Grazie, Tetti Pertusio, Dietro Castello, S.Pietro

## 姉妹都市
- Pozo del Molle、アルゼンチン